# Брајан Робинс
Брајан Робинс (енгл. Brian Robbins; Њујорк, 22. новембар 1963) је амерички глумац, сценариста, продуцент и редитељ. Веома често сарађује са Мајклом Толином.
Рођен је као Брајан Левајн, у Бруклину. Почео је каријеру осамдесетих година 20. века као глумац. Његова најзначајнија улога у том периоду је свакако лик натпросечно интелигентног дечака Ерика Мардијана у серији Вођа разреда. Такође је био и водитељ дечјег шоу програма под називом Pictionary 1989. године. Године 1990. почео је да ради као продуцент серије Све то. Радио је као продуцент и на неколико филмова спортског карактера међу којима је свакако најзначајнији Тренер Картер. Тренутно ради као главни продуцент серије Смолвил.